# Sedda sa Caudeba

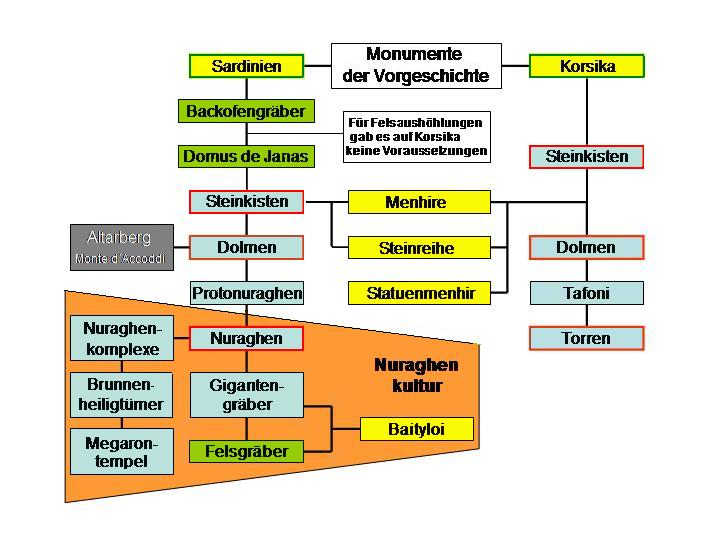
Typenreihe sardisch-korsischer Monumente

Die Gigantengräber von Sedda sa Caudeba A + B (auch Sedda Caudeba, oder Sedda 'e sa Caudeba A+ B genannt) liegen nur wenige Meter voneinander entfernt, südlich von Collinas in der Provinz Medio Campidano auf Sardinien. Die in Sardu Tumbas de sos zigantes und auf Italienisch plur. Tombe dei Giganti genannten Bauten zählen europaweit zu den spätesten Megalithanlagen. Die meisten der 321 bekannten  Gigantengräber sind Monumente der bronzezeitlichen Bonnanaro-Kultur (2.200–1.600 v. Chr.), die Vorläufer der Nuraghenkultur ist.

## Typenfolge
Baulich treten Gigantengräber in zwei Varianten auf. Die Anlagen mit Portalstelen und monolithischer Exedra gehören zum älteren Typ. Bei späteren Anlagen besteht die Exedra statt aus monolithischen Blöcken, aus einer in der Mitte deutlich erhöhten Quaderfassade aus bearbeiteten und geschichteten Steinblöcken. Die beiden Anlagen von Sedda sa Caudeba sind nicht bestimmbar, da ihre Exedren nicht erhalten sind.

Gigantengrab A
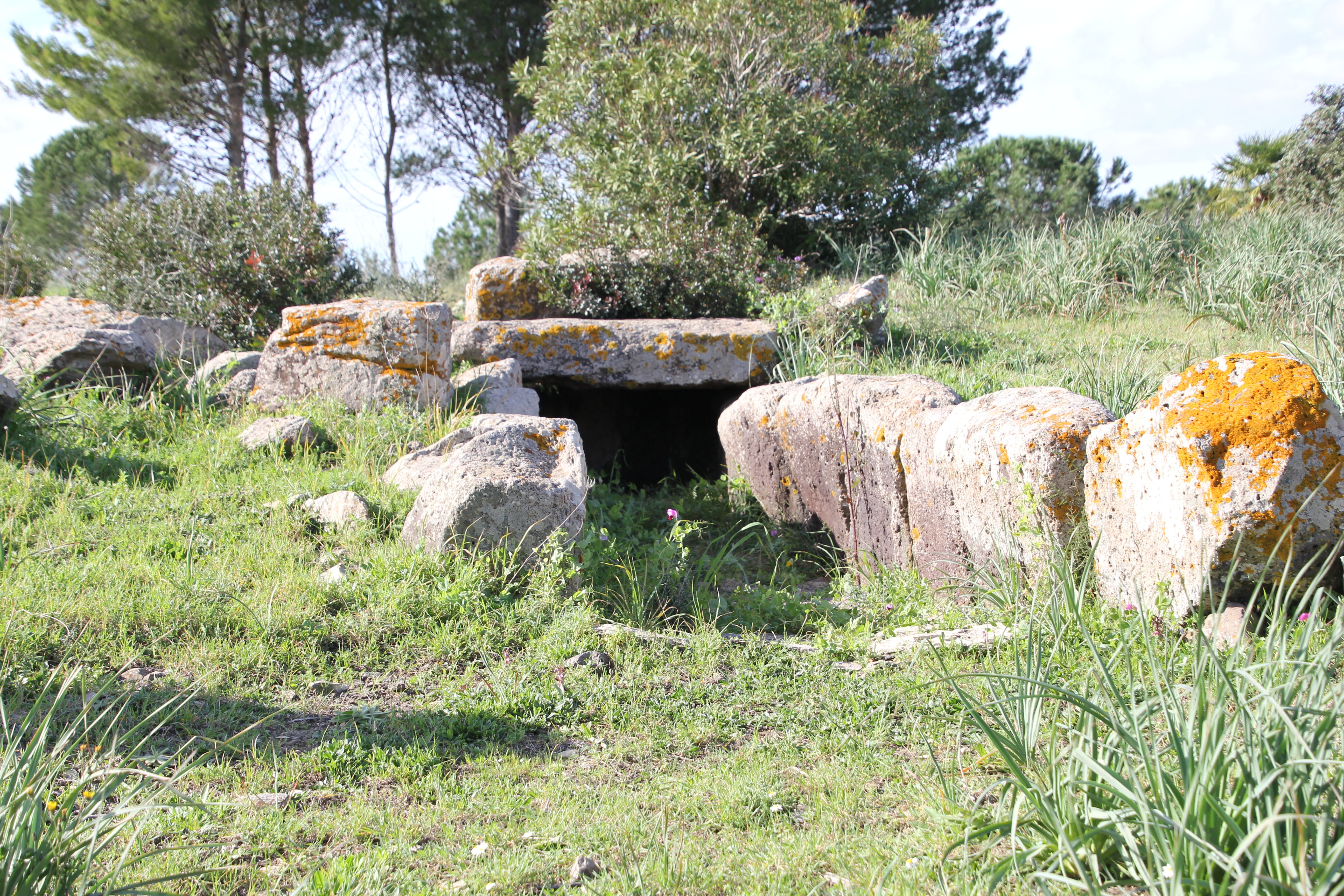
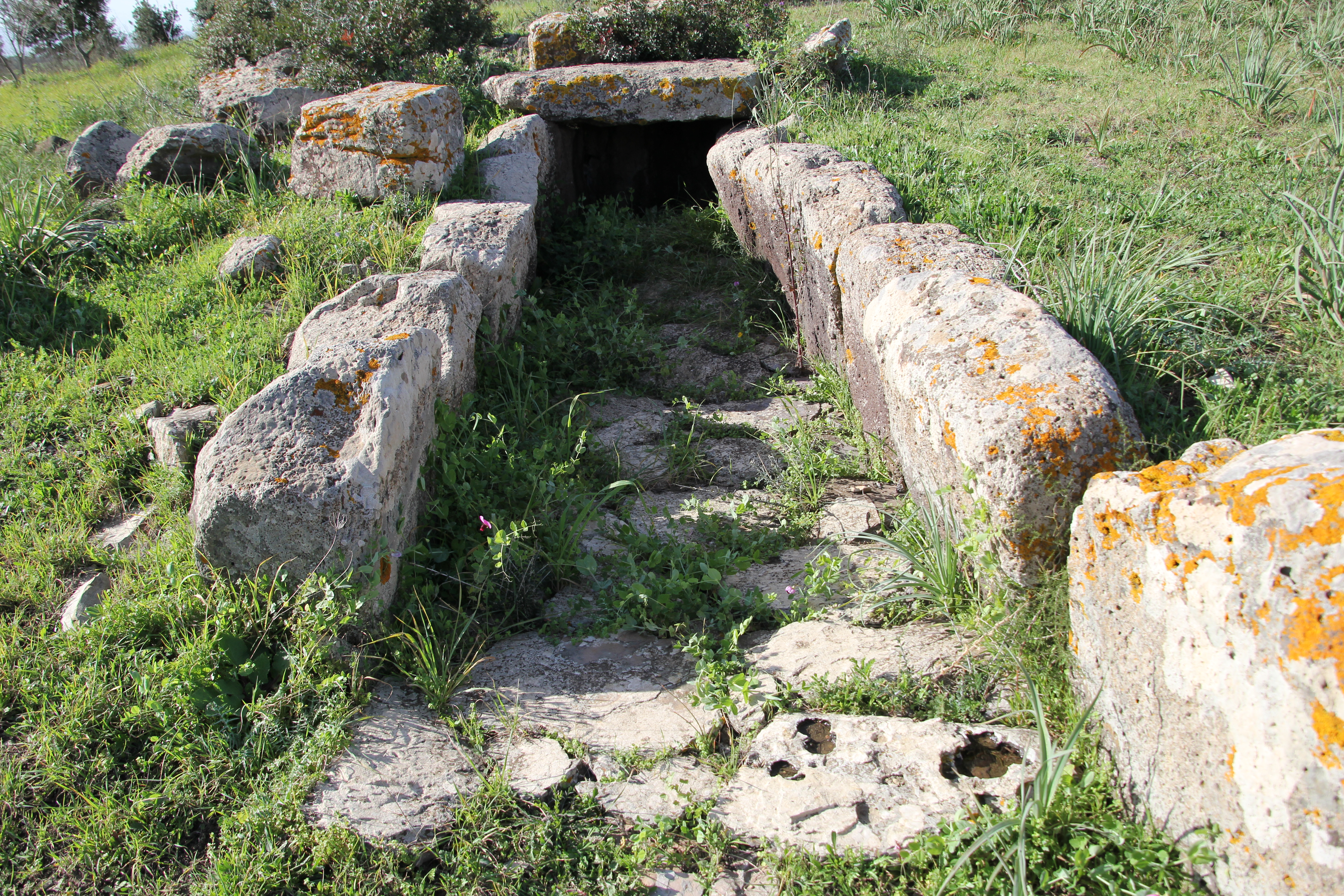
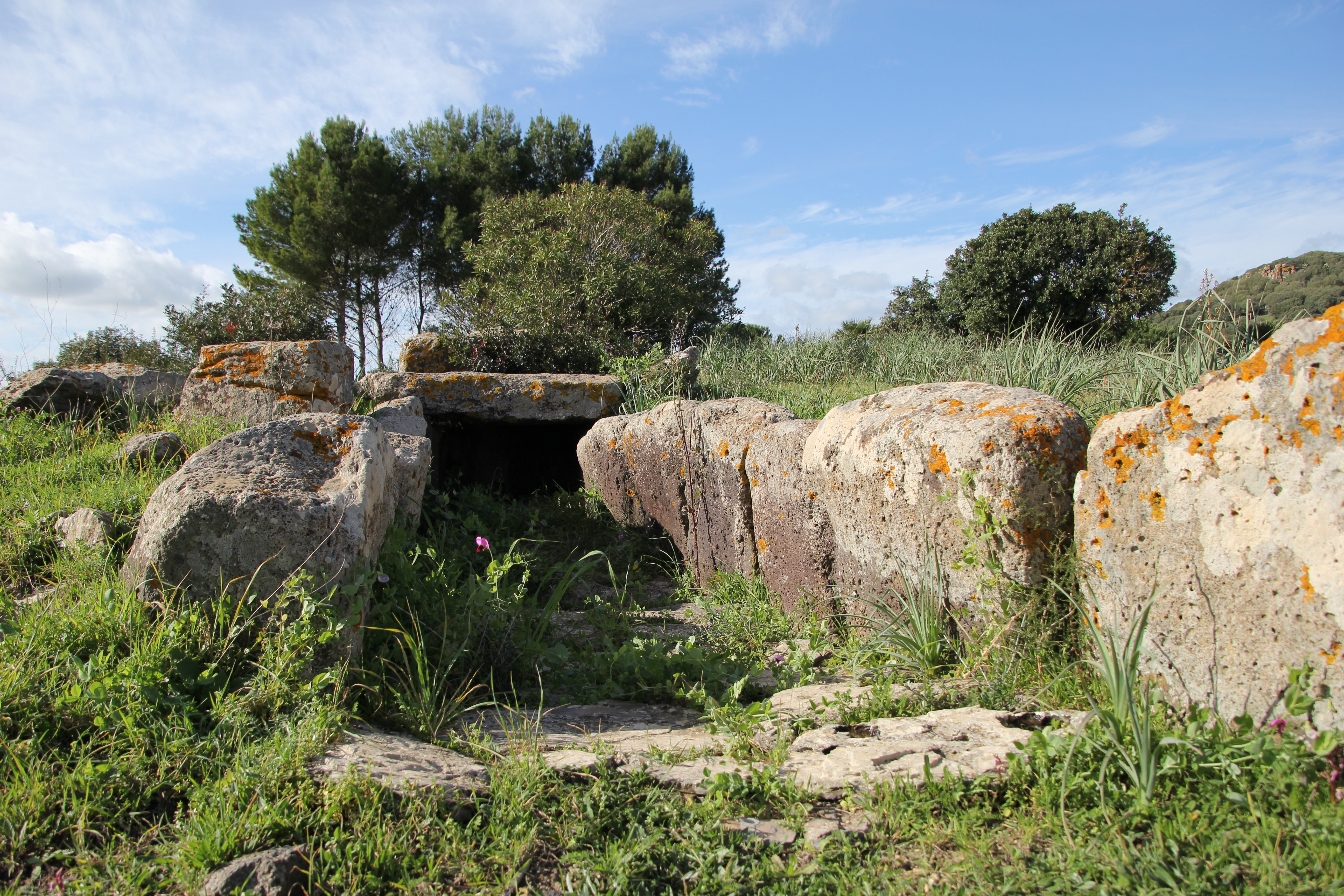

## Gigantengrab A
Gigantengrab A ist das besser erhaltene. Es wird auf 1600 bis 1400 vor Christus datiert und ist ein Beispiel für die nuraghische Architektur, die sich aus den neolithischen Dolmen entwickelte. Vom Tomba di Giganti A ist nur die etwa 7,3 Meter lange Grabkammer erhalten. Die Funde aus dem Grab legen nahe, dass es sich um ein Männergrab handelt.

## Gigantengrab B
Gigantengrab B ist nicht so gut erhalten wie Grab A, aber es hat eine größere Fläche bedeckt, wovon die Fundamentsteine der Kammer und der Hügeleinfassung zeugen, die als einzige erhalten sind. Die Ausgrabungen erbrachten Scherben von großen Töpfen.